# EC 1.3
La EC 1.3 è una sottoclasse della classificazione EC relativa agli enzimi. Si tratta di una sottoclasse delle ossidoreduttasi che include enzimi che utilizzano alcani come donatori di elettroni.

## Sotto-sottoclassi
Esistono sei ulteriori sotto-sottoclassi:
- EC 1.3.1: con NAD+ o NADP+ come accettore;
- EC 1.3.2: con un citocromo come accettore;
- EC 1.3.3: con ossigeno come accettore;
- EC 1.3.5: con un chinone (o un composto correlato) come accettore;
- EC 1.3.7: con una proteina contenente centri ferro-zolfo come accettore;
- EC 1.3.99: con altri accettori.